# 石田裕加里
石田 裕加里（いしだ ゆかり、本名：津田 裕加里、1974年2月11日 - ）は、日本の元女優。東京都出身。

## 略歴
1998年に『ウルトラマンガイア』で吉井玲子役として出演。その後、『青空へシュート』に出演後に芸能界を引退した。
2006年6月に『ウルトラマンガイア』で共演したウルトラマンアグル / 藤宮博也役の高野八誠と結婚。同年11月に女児を出産。
2008年には映画『大決戦!超ウルトラ8兄弟』に娘と共に高野が演じる藤宮博也の妻役で出演した。
芸能界引退後も高野八誠と共にイベントなどで公の場に姿を見せており、その様子はTwitterで発信している。

## 出演

### テレビドラマ
- ウルトラマンガイア（1998年9月 - 1999年8月、MBS / TBS系） - 吉井玲子 役
- 真夜中は別の顔（2002年、NHK） - 脇島恭子 役

### バラエティ
- 上岡・ヒロミの花も嵐も
- F−1MONOコック!

### オリジナルビデオ
- ウルトラマンガイア ガイアよ再び（2001年） - 吉井玲子 役
- クライマックスストーリーズウルトラマンガイア（2008年） - ナレーション

### 映画
- 青空へシュート（2001年） - 石野ゆかり 役
- 大決戦!超ウルトラ8兄弟（2008年） - 藤宮玲子 役
- HE-LOW（2018年、愛情出演）